# Mariano Valguarnera
Mariano Valguarnera (né à Palerme, le 7 octobre 1564 et mort dans la même ville le 28 août 1634) est un humaniste et érudit italien.

## Biographie
Mariano Valguarnera est né, le 7 octobre 1564, d'une famille noble de Palerme. Après avoir passé quelques années à la cour d'Espagne, à la mort de sa femme il se fait prêtre, et parvient à jouir de beaucoup de considération auprès d'Urbain VIII. 
Antonio Mongitore fait de lui un portrait flatteur. Il le peint comme un homme très-instruit dans la philosophie, la théologie et les mathématiques, comme un polyglotte, qui excelle surtout dans la langue grecque et enfin comme un poète qui fait des vers italiens, latins et grecs. L'essai le plus important qu'il nous a laissé de son savoir appartient à l'érudition historique. Au nombre de ses amis figurent Giambattista Marino, Antonio Bruni et Gabriello Chiabrera, qui l'a chanté dans ses vers (Lib. II, pag. 48). Vincenzo Gramigna a intitulé un de ses dialogues imprimés à Naples en 1615 : Il Valguarnera, ovvero della Bellezza,.
Mariano Valguarnera est mort à Palerme, le 28 août 1634, et est inhumé dans l'Église San Domenico de Palerme.

## Publications
- (el + la + it) Mariano Valguarnera, Urbano VIII. Pont. Opt. Max. De ipsius poematis προσκυνητικὰ τρίγλωττα Mariani Valguarnerae, s.l., s.n.,‎ s.d. (lire en ligne)
- (it) Mariano Valguarnera, Discorso dell'origine ed antichità di Palermo, e de' primi abitatori della Sicilia, e dell'Italia, Palermo, Giovanni Battista Maringo, 1614 (lire en ligne)[6].
- Epigrammata et Anagrammata graeca in Urbani VIII P. M. laudem, Palerme, 1623, in-fol.
- Memoriale della deputazione del regno di Sicilia e della città di Palermo, 1630.
- (it) Mariano Valguarnera, Le Canzoni di Anacreonte tradotte dal greco in verso sciolto da Mariano Valguarnera, Palerme, Reale Stamperia, 1795 (lire en ligne). Cette traduction n'a été publiée que deux siècles après avoir été faite.